# Список ледовых арен Казахстана
Список ледовых арен (Хоккейных стадионов) Казахстана на апрель 2024 года согласно данным Министерства туризма и спорта Казахстана.
| Название (Рус.)                                | Название (Каз.)                        | Город                                               | Год постройки | Вместимость (В хоккейном варианте компоновки арены) | Команды                   |
| ---------------------------------------------- | -------------------------------------- | --------------------------------------------------- | ------------- | --------------------------------------------------- | ------------------------- |
| Ледовый дворец                                 | Мұз сарайы                             | г. Атырау                                           | 2009 год      | 40*60 м (713 посадочных мест)                       | 1                         |
| Ледовый дворец «Астана»                        | "Астана"Мұз сарайы                     | г. Павлодар, Каирбаева 87                           | 2003 год      | 3200 мест                                           | 5                         |
| Ледовый дворец Sport-city?                     | Мұз сарайы                             | г. Павлодар, Северная 1705/4                        | 2022 год      | -                                                   | 5                         |
| Ледовый дворец                                 | Мұз сарайы                             | г. Костанай                                         | 2022 год      | 1050 мест                                           | детские команды           |
| Ледовый дворец                                 | Мұз сарайы                             | г. Костанай                                         | 2022 год      | 3500 мест                                           | детские команды           |
| Ледовый дворец «Горняк»                        | "Горняк"Мұз сарайы                     | г. Рудный                                           | 1980 год      | 1050 мест                                           | «Горняк», детские команды |
| Ледовый дворец                                 | Мұз сарайы                             | г. Уральск, Проспект Абая, 236                      | 2001 год      | во время массового катания 120 человек              | 4                         |
| Спортивно-развлекательный комплекс «Ice house» | «Ice house» спорттық ойын сауыз кешені | г. Уральск                                          | 2023 год      | во время массового катания 120 человек              | 3                         |
| Ледовый дворец                                 | Мұз сарайы                             | г. Туркестан, 162 квартал                           | 2023 год      | 1200 мест                                           | -                         |
| Дворец спорта им. А. Винакурова                | А. Винакуров атындағы спорт сарайы     | г. Петропавловск                                    | 2015 год      | 1250 мест                                           | 6                         |
| Ледовый дворец                                 | Мұз сарайы                             | г. Кокшетау                                         | 2009 год      | 1314 мест                                           | 1                         |
| Дворец спорта им. Б.Александрова               | Д. Александров атындағы спорт сарайы   | г. Усть-Каменогорск                                 | 1968 год      | 4400 мест                                           | 2                         |
| Ледовая Арена «Актобе Арена»                   | «Актөбе Арена» Мұз аренасы             | г. Актобе                                           | 2018 год      | 2500 мест                                           | 1                         |
| Ледовая Арена «Жетісу»                         | «Жетісу» Мұз аренасы                   | г. Талдыкорган                                      | 2023 год      | в смену 300 спортсменов                             | -                         |
| Республиканская олимпийская база               | Республикалық олимпиадалық база        | Алматинская обл, Карасайский район, село Кемертоған | 2023 год      | 521 мест                                            | -                         |
| Многофункциональный комплекс «Алматы Арена»    | «Алматы Арена» көпфункционалды кешені  | г. Алматы                                           | 2016 год      | 12 000 мест                                         | 3                         |
| Многофункциональный комплекс «Халык Арена»     | «Халык Арена» көпфункционалды кешені   | г. Алматы                                           | 2016 год      | 3 300 мест                                          | 1                         |
| Дворец спорта им. Б. Шолака                    | Б. Шолақ атындағы спорт сарайы         | г. Алматы                                           | 1967 год      | 5 000 мест                                          | 1                         |
| ШГ СДЮСШОР № 8 по зимним видам                 | ШҚ № 8 қысқы спорт түрлерінен ОРМБЖСМ  | г. Шымкент                                          | 2008 год      | 400 чел                                             | 5                         |
| ЛД «Караганды Арена»                           | МС «Қарағанды Арена»                   | г. Караганда                                        | 2012 год      | 5500 мест                                           | 1                         |
| ЛД «Мұз айдыны»                                | МС «Мұз айдыны»                        | г. Темиртау, пр. Республики 28                      | 1974 год      | 2706 мест                                           | 1                         |
| ЛД «Ақжолтай»                                  | МС «Ақжолтай»                          | г. Караганда                                        | 1971 год      | 1850 мест                                           | -                         |
| РКК «Досжан»                                   | ЖМА «Досжан»                           | г. Караганда                                        | 2018 год      | 140 мест                                            | -                         |
| Спортивный комплекс "Мұз айдыны"               | «Мұз айдыны» спорт кешені              | г. Кызылорда                                        | 2013 год      | 504 мест                                            | 1, детские команды        |
| ЛД «Алау»                                      | МС «Алау»                              | г. Астана                                           | 2010 год      | 7462 мест                                           | -                         |
| МЛД «Барыс Арена»                              | «Барыс Арена» КМС                      | г. Астана                                           | 2015 год      | 12 000 мест                                         | -                         |